# Михолап, Михаил Викентьевич
Михаи́л Вике́нтьевич Михола́п (латыш. Mihails Miholaps; род. 24 августа 1974, Калининград) — российский и латвийский футболист и футбольный тренер.

## Карьера
Воспитанник калининградской ДЮСШ «Юность». 1-й тренер — Геннадий Перевалов. В 1992 году в составе ДЮСШ стал чемпионом России среди юношей 1974—1975 годов рождения.
Начал карьеру в 1994 году в калининградском «Весте», но отыграв первый круг в 4 зоне третьей лиги команда снялась с соревнований. В 1995 году был вначале заявлен за «Балтику», но не сыграв ни одного матча в первенстве (играл только на Кубок), перешёл в рижский «Амстриг», который в следующем 1996 году был переименован в «Даугаву», тренером был Юрий Попков.
Затем стал играть за «Сконто», в составе которого стал семикратным чемпионом Латвии (1996—2002). В 2003 году отыграл первый круг во владикавказском клубе «Спартак-Алания» (за который отметился хет-триком в ворота московского «Локомотива»), вернувшись затем обратно в «Сконто». Михолап остаётся первым и единственным представителем Латвии, которому удалось забить три мяча в одном матче чемпионата России по футболу.
В 2007—2009 играл за карагандинский «Шахтёр». В 2009 году вернулся в Латвию.
В 1998 году Михолапу было присвоено гражданство Латвии (формулировка, за особые заслуги), однако чиновники долго тянули с принятием важного для футбола Латвии решением, что когда Михаил смог стать игроком сборной, он уже растерял свои супер-бомбардирские качества.
Являлся игроком сборной Латвии, проведя за сборную 32 игры и забив два гола.
После сезона 2009 года Михаил Михолап из-за травмы прервал свою карьеру профессионального футболиста.

### Тренерская карьера
С 2010 года Михаил Михолап стал помощником Антона Йоре и руководителем юношеской программы в клубе «Олимп». Вскоре после начала сезона Антон Йоре уехал из Латвии и впоследствии покинул «Олимп», в итоге, на пост главного тренера команды был назначен Михаил Михолап.
2 августа 2011 года главным тренером «Олимпа» стал Тамаз Пертия, а Михаил Михолап занял место его помощника.